# إلين كارولين هنريكسن
إلين كارولين هنريكسن (بالنرويجية: Ellen Karoline Henriksen) (و. 1968 – م) هي فيزيائية وبروفسورة من النرويج.